# Јаков Барух
Јаков Барух (Сарајево, 1914 — Бјелимићи, код Коњица, 20. октобар 1941), учесник Шпанског грађанског рата и Народноослободилачке борбе.

## Биографија
Рођен је 1914. године у Сарајеву. Живео је у Београду и бавио се новинарством. Био је активан у раду Уједињених радничких синдиката Југославије (УРСЈ).
Године 1937. је отишао у Шпанију, где се на страни Републиканске армије борио у Шпанском грађанском рату. Био је командир тенковске батерије, а затим помоћник политичког комесара чете. Године 1938. у Шпанији је примељен у чланство Комунистичке партије Југославије (КПЈ).
После пораза Републиканске армије, 1939. године, заједно са другим борцима Интернационалних бригада, прешао је у Француску, где је био заточен у концентрационом логору „Гирс“. Године 1941. заједно са групом шпанских добровољаца из Југославије, успео је да се преко Немачке пребаци, у тада већ окупирану Југославију.
У Народноослободилачку борбу ступио је септембра 1941. године. Био је политички комесар Коњичког партизанског батаљона и секретра Партијског бироа.
Погинуо је у борби с усташама, 20. октобра 1941. године, код села Бјелимића у Херцеговини.